# Rothsay
Rothsay és una població dels Estats Units a l'estat de Minnesota. Segons el cens del 2000 tenia 497 habitants.

## Demografia
Segons el cens del 2000, Rothsay tenia 497 habitants, 201 habitatges, i 125 famílies. La densitat de població era de 47,7 habitants per km².
Dels 201 habitatges en un 35,3% hi vivien nens de menys de 18 anys, en un 51,2% hi vivien parelles casades, en un 9,5% dones solteres, i en un 37,8% no eren unitats familiars. En el 33,8% dels habitatges hi vivien persones soles el 20,4% de les quals corresponia a persones de 65 anys o més que vivien soles. El nombre mitjà de persones vivint en cada habitatge era de 2,47 i el nombre mitjà de persones que vivien en cada família era de 3,2.
Per edats la població es repartia de la següent manera: un 28,4% tenia menys de 18 anys, un 8,9% entre 18 i 24, un 28,2% entre 25 i 44, un 15,7% de 45 a 60 i un 18,9% 65 anys o més.
L'edat mediana era de 35 anys. Per cada 100 dones de 18 o més anys hi havia 88,4 homes.
La renda mediana per habitatge era de 31.058 $ i la renda mediana per família de 34.479 $. Els homes tenien una renda mediana de 25.625 $ mentre que les dones 19.286 $. La renda per capita de la població era de 14.854 $. Entorn del 6,2% de les famílies i el 9,6% de la població estaven per davall del llindar de pobresa.

## Poblacions més properes
El següent diagrama mostra les poblacions més properes.